# Peter Schweizer
Peter Schweizer (ur. 24 listopada 1964) – amerykański historyk, nauczyciel akademicki i konsultant polityczny.

## Ważniejsze publikacje
- Victory: The Reagan Administration's Secret Strategy That Hastened the Collapse of the Soviet Union, 1994 (ISBN 0-87113-567-1)
- Reagan's War: The Epic Story of His Forty Year Struggle and Final Triumph Over Communism, 2002 (ISBN 0-385-50471-3)
- The Bushes: portrait of a dynasty, co-authored with Rochelle Schweizer, 2004 (ISBN 0-385-49863-2)
- Do as I Say (Not as I Do): Profiles in Liberal Hypocrisy, 2005 (ISBN 0-385-51349-6)

## Publikacje przełożone na język polski
- Victory, czyli zwycięstwo. Tajna historia świata lat osiemdziesiątych. CIA i „Solidarność”, 1994
- Wojna Reagana. O jego czterdziestoletniej walce z komunizmem zakończonej ostatecznym zwycięstwem, 2004